# Hannah Blundell
Hannah Jayne Blundell (Eastbourne, 25 maggio 1994) è una calciatrice inglese, difensore del Manchester United e della nazionale inglese.
Con le Blues si è laureata tre volte Campione d'Inghilterra e ha inoltre conquistato due FA Women's Cup. Convocata nelle nazionali giovanili dell'Inghilterra fin dal 2013, con la formazione Under-19 ha raggiunto, perdendola, la finale del campionato europeo di Galles 2013 e ha partecipato con l'Under-20 al Mondiale di Canada 2014.

## Caratteristiche tecniche
Elogiata per le sue doti di velocità, Blundell è in grado di giocare nel ruolo di terzino, sia a destra che sinistra, che dare un significativo apporto nel reparto offensivo. Il profilo nel sito ufficiale del Chelsea la indica anche come centrocampista.

## Carriera

### Club
Hannah Blundell si appassiona al calcio fin da giovanissima, giocando per il Polegate Grasshoppers, squadra della natia Eastbourne, dall'età di otto anni e, ricordando quel periodo, definendo sé stessa una pessima calciatrice.
Dopo aver transitato nelle giovanili di Brighton & Hove e Charlton Athletic, all'età di 16 anni si trasferisce al Chelsea giocando inizialmente nelle giovanili per essere in seguito inserita in rosa prima con al formazione riserve, dove vince la Surrey County Cup, e poi con la prima squadra dal 2013. Fa il suo debutto in FA Women's Super League 1, l'allora denominazione del primo livello del campionato inglese, durante il campionato 2013 il 28 maggio, nell'incontro perso 2-1 con le avversarie del Birmingham City; in quell'occasione al 70' rileva l'islandese Ólína Guðbjörg Viðarsdóttir e tre minuti più tardi accorcia le distanze segnando l'unica rete delle Blues. Il tecnico Emma Hayes continua ad impiegarla durante il lungo infortunio di Claire Rafferty, schierandola prevalentemente come terzino sinistro pur non essendo mancina.
Grazie alle sue prestazioni sportive nella stagione 2014, dove viene impiegata in 17 occasioni e segna due reti su 12 presenze in campionato, l'anno successivo viene inserita tra le nomination per il premio giovane Calciatrice dell'anno della PFA.
Ha giocato la maggior parte delle partite nella stagione del double 2015, conquistando anche il premio Young Player of the Year del club, che ha condiviso con Millie Bright. Hayes le affida il ruolo di terzino destro titolare del Chelsea per tutta la stagione 2016, scendendo in campo dal primo minuto in tutte le 20 partite tra campionato e coppe. Nel gennaio 2017, ha rinnovato l'impegno con il Chelsea sottoscrivendo un contratto biennale.
Nell'estate 2021 ha lasciato il Chelsea dopo otto stagioni consecutive e si è trasferita al Manchester United.

### Nazionale
Nel 2013 viene convocata dalla federazione calcistica dell'Inghilterra (The FA) per indossare la maglia della nazionale Under-19 nel campionato europeo di Galles 2013. Inserita dalla selezionatrice Mo Marley nella rosa impegnata nella fase finale, Blundell viene impiegata in tutti gli incontri disputati dalla sua squadra, collezionando quindi 5 presenze e condividendo con le compagne il percorso che vedono l'Inghilterra arrivare alla finale del 31 agosto 2013 dove, al Parc y Scarlets di Llanelli, vengono sconfitte per 2-0 dalle pari età della Francia solo dopo i tempi supplementari.
Grazie al risultato ottenuto, l'Inghilterra ottiene l'accesso al Mondiale di Canada 2014 con la formazione Under-20. Marley la inserisce nuovamente in rosa impiegandola in tutti i tre incontri disputati del gruppo C, ma la squadra con due pareggi per 1-1, con Corea del Sud e Messico, e la sconfitta per 2-1 con la Nigeria si classifica al terzo posto del girone e viene eliminata.
Tra il 2014 e il 2017 Blundell colleziona 15 presenze con la formazione Under-23, segnando anche una rete.
Formalmente convocata da qualche anno anche nella nazionale maggiore, per il debutto deve attendere l'8 marzo 2018 quando, nell'amichevole persa 1-0 con gli Stati Uniti all'Orlando City Stadium, rileva Demi Stokes all'87'.

## Palmarès

### Club
- Campionato inglese: 5

Chelsea: 2015, 2017, 2017-2018, 2019-2020, 2020-2021
- FA Women's Cup: 2

Chelsea: 2014-2015, 2017-2018

### Individuali
- PFA Team of the Year: 1

2017-2018